# Diego Souza
Diego de Souza Andrade noto semplicemente come Diego Souza (Rio de Janeiro, 17 giugno 1985) è un ex calciatore brasiliano, di ruolo centrocampista o ala.

## Carriera

### Club
Diego Souza ha cominciato la carriera professionistica nel Fluminense, in Série A, dove prestò impressionò tanto da guadagnarsi un trasferimento in Europa, al Benfica. All'inizio molti tifosi del Benfica pensarono che non avrebbe sfondato, e infatti Diego Souza venne mandato in prestito al Flamengo, in Brasile. A maggio 2006 è tornato al club portoghese. Nel 2007, è andato di nuovo in prestito, stavolta al Grêmio.
È stato un elemento decisivo del Grêmio che ha raggiunto la finale di Coppa Libertadores 2007, segnando diversi gol importanti, compreso quello contro il Santos in semifinale. In finale il Grêmio si è poi arreso al Boca Juniors.

## Statistiche

### Presenze e reti nei club
Statistiche aggiornate al 25 novembre 2023.
| Stagione                | Squadra                 | Campionato              | Campionato | Campionato | Coppe nazionali | Coppe nazionali | Coppe nazionali | Coppe continentali | Coppe continentali | Coppe continentali | Altre coppe | Altre coppe | Altre coppe | Totale | Totale |
| Stagione                | Squadra                 | Comp                    | Pres       | Reti       | Comp            | Pres            | Reti            | Comp               | Pres               | Reti               | Comp        | Pres        | Reti        | Pres   | Reti   |
| ----------------------- | ----------------------- | ----------------------- | ---------- | ---------- | --------------- | --------------- | --------------- | ------------------ | ------------------ | ------------------ | ----------- | ----------- | ----------- | ------ | ------ |
| 2003                    | Fluminense              | A/RJ+A                  | 0+7        | 0+0        | CB              | -               | -               | CS                 | 3                  | 0                  | -           | -           | -           | 10     | 0      |
| 2004                    | Fluminense              | A/RJ+A                  | 5+29       | 0+3        | CB              | 3               | 0               |                    | -                  | -                  | -           | -           | -           | 37     | 3      |
| gen. -giu.2005          | Fluminense              | A/RJ+A                  | 7+4        | 1+0        | CB              | 9               | 1               |                    | -                  | -                  | -           | -           | -           | 20     | 2      |
| giu. -dic.2005          | Flamengo                | A/RJ+A                  | 0+21       | 0+5        | CB              | -               | -               |                    | -                  | -                  |             | -           | -           | 21     | 5      |
| gen. -giu.2006          | Flamengo                | A/RJ+A                  | 8+1        | 2+0        | CB              | 7               | 0               |                    | -                  | -                  |             | -           | -           | 16     | 2      |
| Totale Flamengo         | Totale Flamengo         | Totale Flamengo         | 8+22       | 2+5        |                 | 7               | 0               |                    | -                  | -                  |             | -           | -           | 37     | 7      |
| giu. -dic.2006          | Benfica                 | PL                      | 0          | 0          | CP              | 0               | 0               | -                  | -                  | -                  | -           | -           | -           | 0      | 0      |
| 2007                    | Grêmio                  | PD/RS+A                 | 18+33      | 6+8        |                 | -               | -               | CL                 | 13                 | 2                  |             | -           | -           | 64     | 16     |
| 2008                    | Palmeiras               | A1/SP+A                 | 18+33      | 5+6        | CB              | 4               | 1               | CS                 | 3                  | 0                  | -           | -           | -           | 58     | 12     |
| 2009                    | Palmeiras               | A1/SP+A                 | 16+34      | 6+8        |                 | -               | -               | CL                 | 12                 | 4                  | -           | -           | -           | 62     | 18     |
| gen. -giu.2010          | Palmeiras               | A1/SP+A                 | 15+0       | 7+0        | CB              | 7               | 1               |                    | -                  | -                  | -           | -           | -           | 22     | 8      |
| Totale Palmeiras        | Totale Palmeiras        | Totale Palmeiras        | 49+67      | 18+14      |                 | 11              | 2               |                    | 15                 | 4                  |             | -           | -           | 142    | 38     |
| giu. -dic.2010          | Atlético Mineiro        | M1/MG+A                 | 0+28       | 0+5        | CB              | 0               | 0               | CS                 | 4                  | 0                  | -           | -           | -           | 32     | 5      |
| gen. -feb.2011          | Atlético Mineiro        | M1/MG+A                 | 2+0        | 0+0        | CB              | 0               | 0               |                    | -                  | -                  | -           | -           | -           | 2      | 0      |
| Totale Atletico Mineiro | Totale Atletico Mineiro | Totale Atletico Mineiro | 2+28       | 0+5        |                 | -               | -               |                    | 4                  | 0                  |             | -           | -           | 34     | 5      |
| feb. -dic.2011          | Vasco da Gama           | A1/RJ+A                 | 6+32       | 1+11       | CB              | 9               | 3               | Sud                | 5                  | 2                  | -           | -           | -           | 52     | 17     |
| gen. -lug.2012          | Vasco da Gama           | A1/RJ+A                 | 16+9       | 6+3        |                 | -               | -               | CL                 | 9                  | 3                  | -           | -           | -           | 34     | 12     |
| Totale Vasco da Gama    | Totale Vasco da Gama    | Totale Vasco da Gama    | 22+41      | 7+14       |                 | 9               | 3               |                    | 14                 | 5                  |             | -           | -           | 86     | 29     |
| ago. -dic.2012          | Ittihād                 | LsP                     | 5          | 2          |                 | -               | -               | ACL                | 3                  | 1                  | -           | -           | -           | 8      | 3      |
| gen. -lug.2013          | Cruzeiro                | M1/MG+A                 | 12+6       | 4+1        | CB              | 4               | 2               |                    | -                  | -                  | -           | -           | -           | 22     | 7      |
| 2013-2014               | Metalist Charkiv        | PL                      | 18         | 1          | KU              | 2               | 2               | UCL                | 2                  | 0                  |             | -           | -           | 22     | 3      |
| lug. -dic.2014          | Sport Recife            | A/PE+A                  | 0+19       | 0+4        | CB              | 0               | 0               | Sud                | 1                  | 0                  | -           | -           | -           | 20     | 4      |
| 2015                    | Sport Recife            | A/PE+A                  | 9+34       | 4+9        | CB              | 2               | 2               | Sud                | 3                  | 0                  | CdN         | 10          | 2           | 58     | 17     |
| gen. -mar.2016          | Fluminense              | A/RJ+A+PL               | 8+0+1      | 1+0+3      | CB              | -               | -               |                    | -                  | -                  | -           | -           | -           | 9      | 4      |
| Totale Fluminense       | Totale Fluminense       | Totale Fluminense       | 20+40+1    | 2+3+3      |                 | 12              | 1               |                    | 3                  | 0                  |             | -           | -           | 76     | 9      |
| mar. -dic.2016          | Sport Recife            | A/PE+A                  | 0+34       | 0+14       | CB              | 1               | 1               | Sud                | 1                  | 0                  | CdN         | 4           | 0           | 40     | 15     |
| 2017                    | Sport Recife            | A/PE+A                  | 6+27       | 3+11       | CB              | 7               | 2               | Sud                | 6                  | 1                  | CdN         | 9           | 4           | 55     | 21     |
| 2018                    | San Paolo               | A1/SP+A                 | 13+32      | 3+12       | CB              | 4               | 0               | Sud                | 2                  | 1                  | -           | -           | -           | 51     | 16     |
| gen. -mar.2019          | San Paolo               | A1/SP+A                 | 6+0        | 1+0        | CB              | 0               | 0               | CL                 | 2                  | 0                  | -           | -           | -           | 8      | 1      |
| Totale San Paolo        | Totale San Paolo        | Totale San Paolo        | 19+32      | 4+12       |                 | 4               | 0               |                    | 4                  | 1                  |             | -           | -           | 59     | 17     |
| mar. -dic.2019          | Botafogo                | A/RJ+A                  | 3+32       | 1+7        | CB              | 2               | 0               | Sud                | 4                  | 1                  |             | -           | -           | 41     | 9      |
| 2020                    | Grêmio                  | PD/RS+A                 | 11+25      | 9+13       | CB              | 8               | 4               | CL                 | 10                 | 2                  |             | -           | -           | 54     | 28     |
| 2021                    | Grêmio                  | PD/RS+A                 | 8+31       | 7+10       | CB              | 3               | 0               | Sud                | 6                  | 3                  |             | -           | -           | 48     | 20     |
| 2022                    | Grêmio                  | PD/RS+A                 | 9+32       | 4+14       | CB              | 1               | 1               |                    | -                  | -                  |             | -           | -           | 42     | 19     |
| gen. -mar.2023          | Grêmio                  | PD/RS+A                 | 8+0        | 0+0        | CB              | 2               | 0               | -                  | -                  | -                  | RG          | 1           | 0           | 11     | 0      |
| Totale Gremio           | Totale Gremio           | Totale Gremio           | 54+121     | 26+45      |                 | 14              | 5               |                    | 29                 | 7                  |             | 1           | 0           | 219    | 83     |
| lug. -dic.2023          | Sport Recife            | A/PE+B                  | 0+11       | 0+1        | CB              | 0               | 0               |                    | -                  | -                  | CdN         | 0           | 0           | 11     | 1      |
| Totale Sport Recife     | Totale Sport Recife     | Totale Sport Recife     | 15+125     | 7+39       |                 | 10              | 5               |                    | 11                 | 1                  |             | 23          | 6           | 184    | 58     |
| Totale carriera         | Totale carriera         | Totale carriera         | 742        | 222        |                 | 75              | 20              |                    | 89                 | 19                 |             | 24          | 6           | 930    | 267    |

### Nazionale
Diego ha fatto parte del Brasile Under-20. Ha partecipato inoltre al vittorioso Campionato Sudamericano Under-17 in Perù nel 2001.

## Palmarès

### Club

#### Competizioni statali
- Campionato Carioca: 1

Fluminense: 2005
- Taça Rio: 1

Fluminense: 2005
- Campionato Gaúcho: 2

Gremio: 2007, 2020
- Campeonato Paulista: 1

Palmeiras: 2008
- Campionato Gaucho: 1

Grêmio: 2022

#### Competizioni nazionali
- Coppa del Brasile: 2

Flamengo: 2006
Vasco da Gama: 2011

### Nazionale
- Campionato sudamericano Under-17: 1

Perù 2001

### Individuale
- Capocannoniere del Campionato brasiliano: 1

2016 (14 gol)